# 1795 w literaturze
Wydarzenia literackie w 1795 roku.

## nowe książki

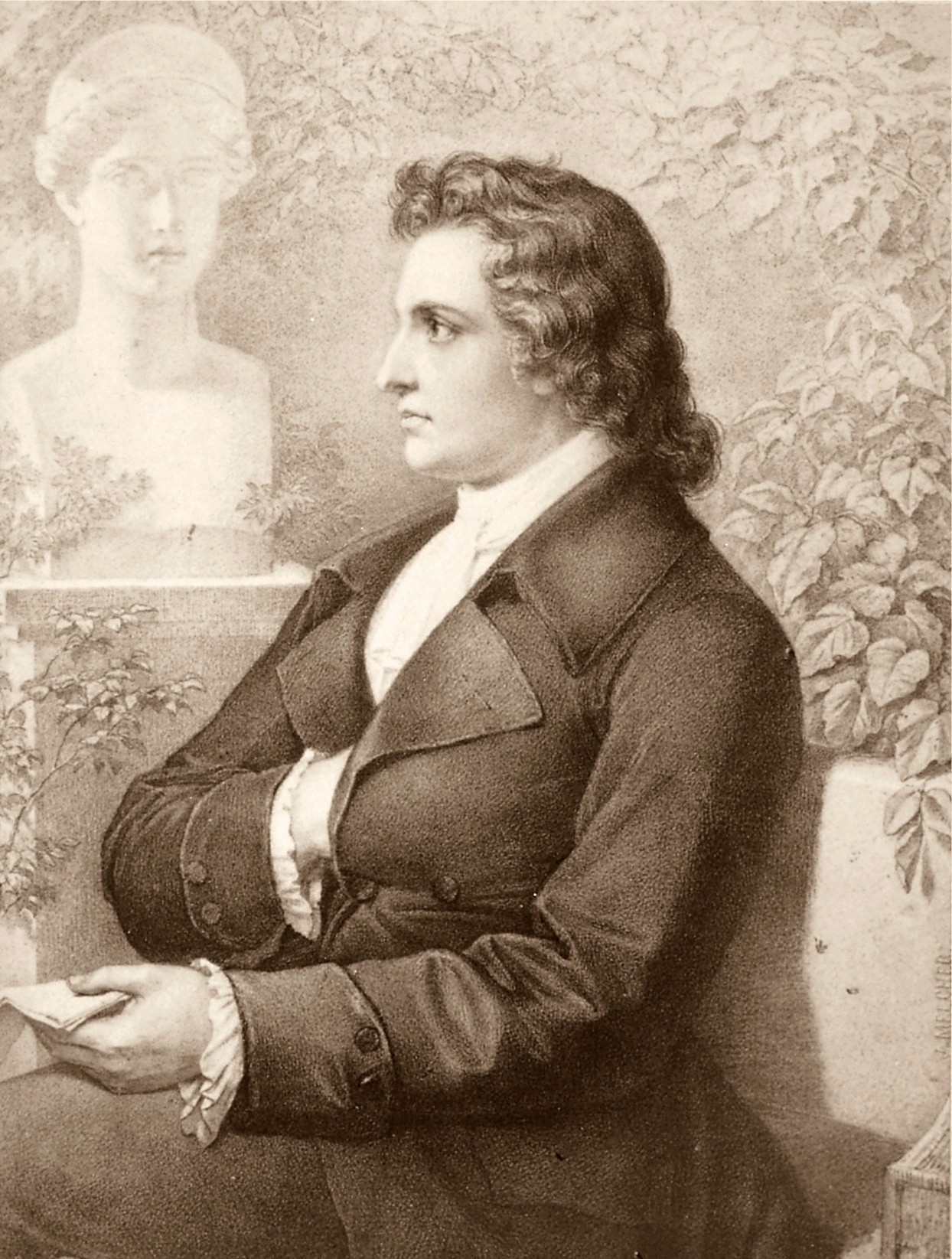
Johann Wolfgang von Goethe

- Johann Wolfgang von Goethe - Lata nauki Wilhelma Meistra